# Río Neiva
El río Neiva o Nevia (del ruso: Нейва) es un río del óblast de Sverdlovsk, en Rusia.  Atraviesa en su curso las ciudades de Neviansk, Alapaievsk y el asentamiento de tipo urbano  Verj-Neivinsky.

## Geografía
Tiene, desde su nacimiento en el lago Tavatui, en los montes Urales medios, una longitud de 294 km. Drena una cuenca hidrográfica de una superficie de 5.600 km². El curso superior hasta Neviansk está formado por una serie de lagos y embalses con una superficie total de 72.4 km². El Neiva se une al río Rezh al este de Alapaievsk para formar el río Nitsa, un subafluente del Obi, ya que el Nitsa vierte sus aguas en el Turá, que desemboca en el Tobol, y éste a su vez en el Irtish, que confluye con el Obi.